# Банківська енциклопедія
Банківська енциклопедія — фундаментальне наукове видання з банківської справи. Містить понад 700 термінів і терміносполучень з банківської діяльності.
«Банківська енциклопедія» входить до серії «Інституційні засади розвитку банківської системи України». Видання підготовлене та видане за підтримки Національного банку України та присвячено 20 —й річниці його діяльності.
Енциклопедія призначена для фінансово-кредитних установ і науковців. Але як довідник корисна також для використання у навчальному процесі, зокрема студентам вищих навчальних закладів, всім хто цікавляться банківською справою.
Джерельна база енциклопедії включає наукові праці В. Д. Базилевича, О. І. Барановського, В. П. Вишневського, О. Д. Вовчак, А. П. Вожжова, А. С. Гальчинського, В. М. Гейця, В. В. Гончаренка, А. А. Гриценка, А. Г. Грязнової, А. І. Даниленка, О. В. Дзюблюка, В. С. Загорського, М. І. Звєрякова, В. В. Іванова, І. Б. Івасіва, П. В. Єгорова, Т. І. Єфименко, В. В. Коваленко, В. В. Козюка, В. В. Крилової, О. І. Лаврушина, Р. С. Лисенка, І. О. Лютого, С. В. Льовочкіна, О. О. Махаєвої, С. В. Міщенко, О. М. Мозгового, А. М. Мороза, А. С. Незнамової, В. М. Опаріна, В. В. Оскольського, Ю. М. Пахомова, М. І. Савлука, Р. А. Слав'юка, Н. Г. Слав'янської, Т. С. Смовженко, А. В. Сомик, В. С. Стельмаха, В. М. Федосова, С. А. Філіпенка, С. А. Циганова, А. А. Чухно, С. І. Юрія, В. А. Ющенка та інших.